# Dicranota flammatra
Dicranota flammatra är en tvåvingeart som beskrevs av Jaroslav Stary 1981. Dicranota flammatra ingår i släktet Dicranota och familjen hårögonharkrankar. Inga underarter finns listade i Catalogue of Life.